# Burg Alt-Lichtenstein
Die Burg Alt-Lichtenstein, auch Alter Lichtenstein genannt, ist die Ruine einer Spornburg bei der Gemeinde Lichtenstein im Landkreis Reutlingen in Baden-Württemberg.

## Geographische Lage
Die Ruine der Burg Alt-Lichtenstein liegt auf einem steilen Felssporn der Schwäbischen Alb auf 800 Meter über NN am selben Steilhang wie 500 Meter weiter nordwestlich das „Märchenschloss Württembergs“ Schloss Lichtenstein über dem Ortsteil Honau der Gemeinde Lichtenstein.

## Geschichte
Anders als es sich bei der Bezeichnung Alt-Lichtenstein den Anschein hat, handelt es sich bei dieser Burg keineswegs um die erste der Lichtensteiner Burgen. Nach neuesten Erkenntnissen, vor allem durch die Auswertung von keramischen Lesefunden, lässt sich vermuten, dass es sich bei der Alt-Lichtenstein um die zweite Anlage der etwa 50 Jahre früheren Burg auf dem Felsen des Schlosses handelt. Bis zur Zerstörung der Burg existierten diese nebeneinander.
Die Burg Alt-Lichtenstein wurde zwischen 1150 und 1200 erbaut. Dies geschah vermutlich unter Gebhard von Lichtenstein, einem Mitglied des Adelsgeschlechts der Lichtensteiner. Die Burganlage wurde zweimal zerstört, das erste Mal 1311 durch die Reutlinger im Reichskrieg gegen Graf Eberhard I. von Württemberg. 1315 wurde sie nach dem Friedensschluss wieder aufgebaut. Die zweite Zerstörung fand zwischen 1377 und 1381 durch die Reichsstadt Reutlingen im Schwäbischen Städtekrieg statt. Die Burgruine fiel 1389 als „verfallen Gut“ an Württemberg und wurde nicht wieder aufgebaut. Stattdessen wurde um 1390 in der Nähe eine neue Burg an der Stelle des späteren Schlosses Lichtenstein errichtet. Das Geschlecht der Lichtensteiner starb 1687 aus. Die Gemäuer der Burg Alt-Lichtenstein wurden in den 1990er Jahren freigelegt und können seitdem besichtigt werden.
Heute befindet sich die Burg im Besitz von Herzog Wilhelm Albert von Urach, Graf von Württemberg.

## Anlage
Die Burgruine liegt auf einem Felsen der zum Echaztal abfallenden Traufkante. Bogenförmige Gräben trennen den Felskamm nach Nordwesten und münden in den Steilhang. Zwischen dem inneren Graben und der Umfassungsmauer liegt auf der Nordseite dabei ein dreieckiger Zwinger. Die Umfassungsmauer, von der heute nur noch Reste erhalten sind, umschloss eine Fläche von 30 × 55 m. Die umschlossene Fläche gliedert sich in eine südliche Vorburg mit geräumigem Burghof und die Kernburg. Letztere erscheint heute als großer Trümmerhaufen. Bei genauerer Betrachtung sind jedoch noch einige Details erkennbar. So befinden sich im Abstand von 6,8 bzw. 7,5 m von der Umfassungsmauer entfernt die Reste einer 15,4 m langen und 4,3 m starken Schildmauer, welche burgseitig einen bergfriedartigen Turm aufwies. Hier sind zudem geringe Reste der Mauerverblendung von Turm und Schildmauer erhalten.
Der Zugang zur Burg erfolgte vermutlich von der südlichen Hoffläche über einen inneren Graben in den engen Hof mit erhaltener Zisterne. Zur äußeren Felsterrasse führen in den Felsen gehauene Stufen.
Welche Bereiche der Burg einst überbaut waren, lässt sich heute nicht mehr feststellen.

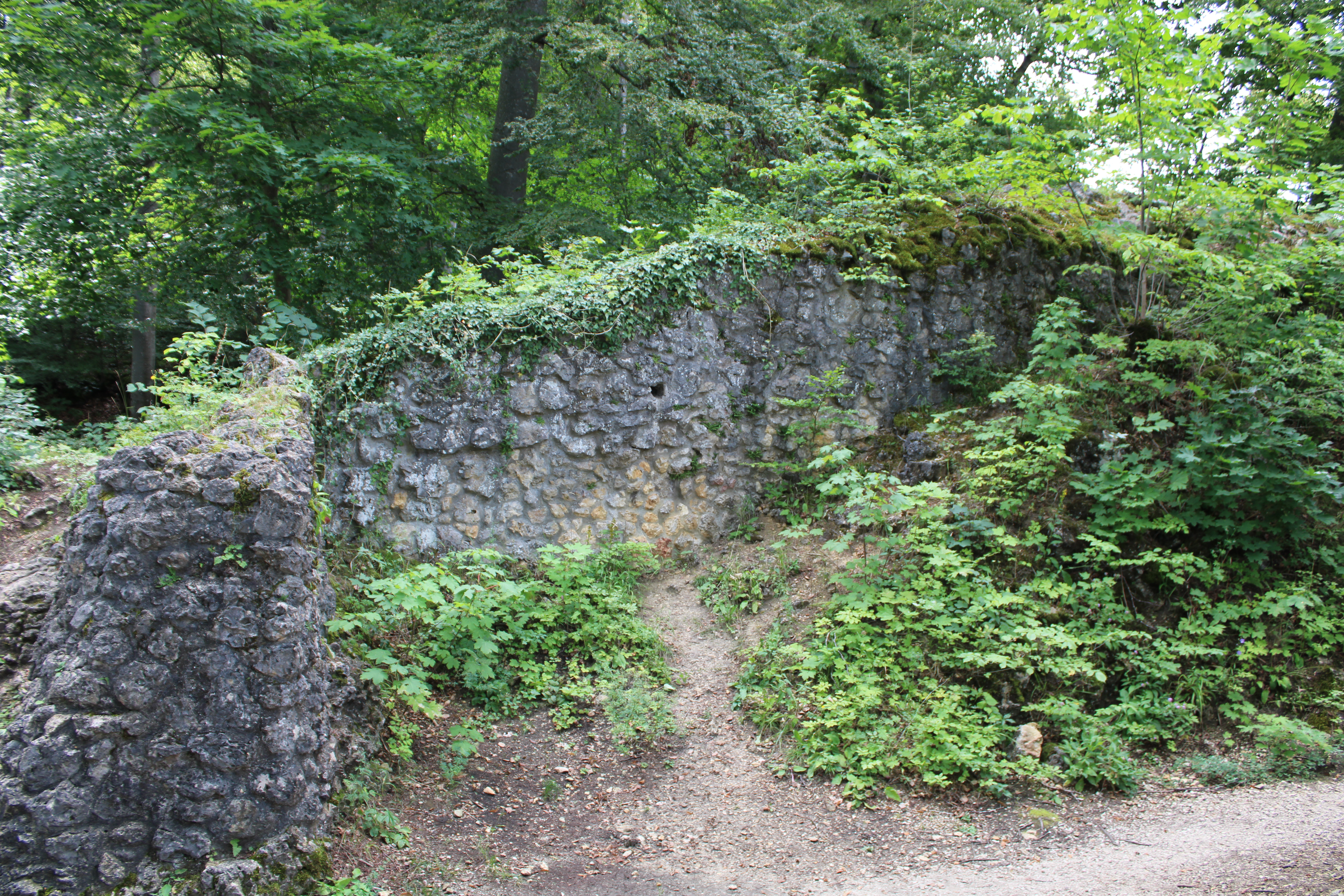
Mauerreste an der Westseite der Ruine
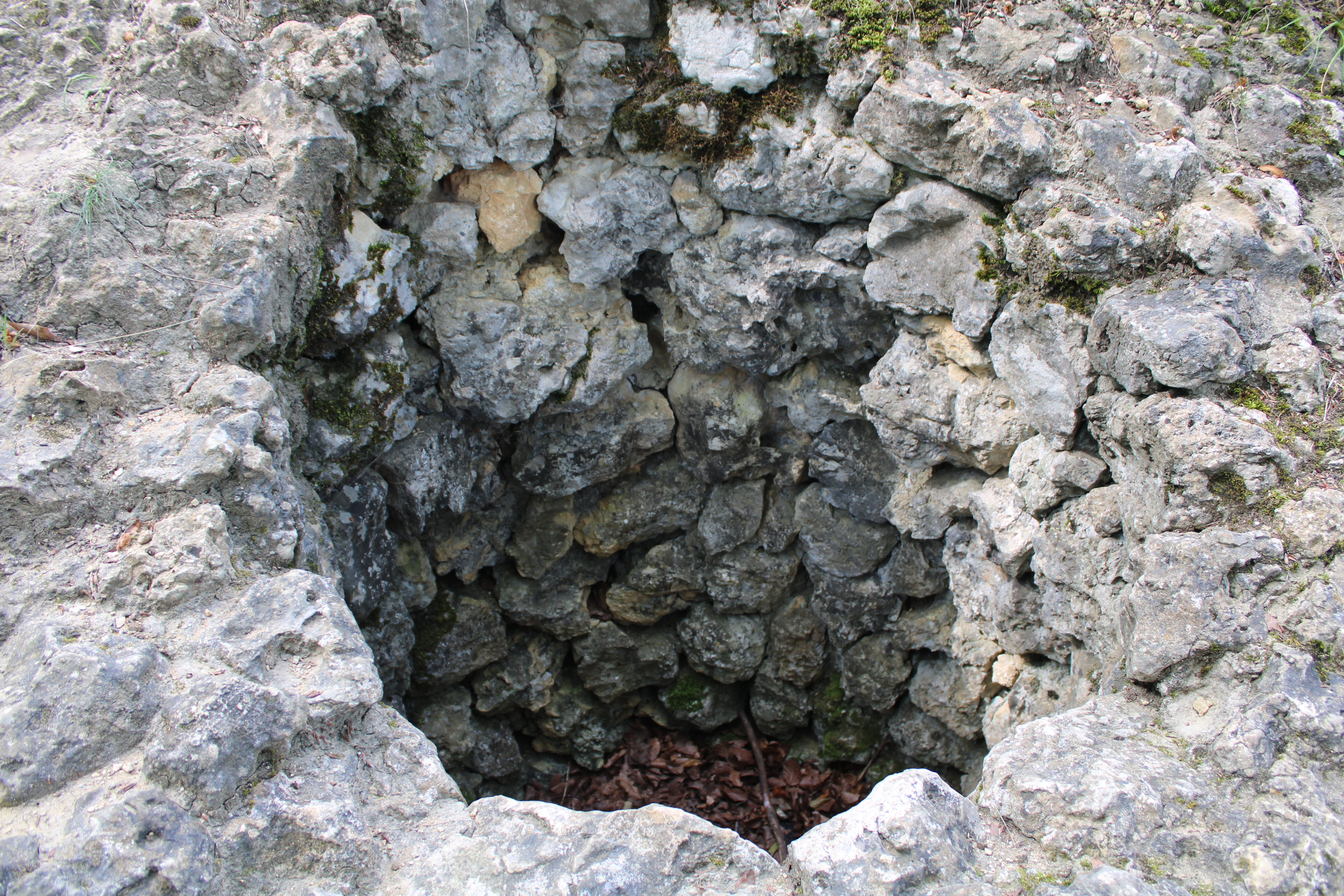
Zisterne der Burg
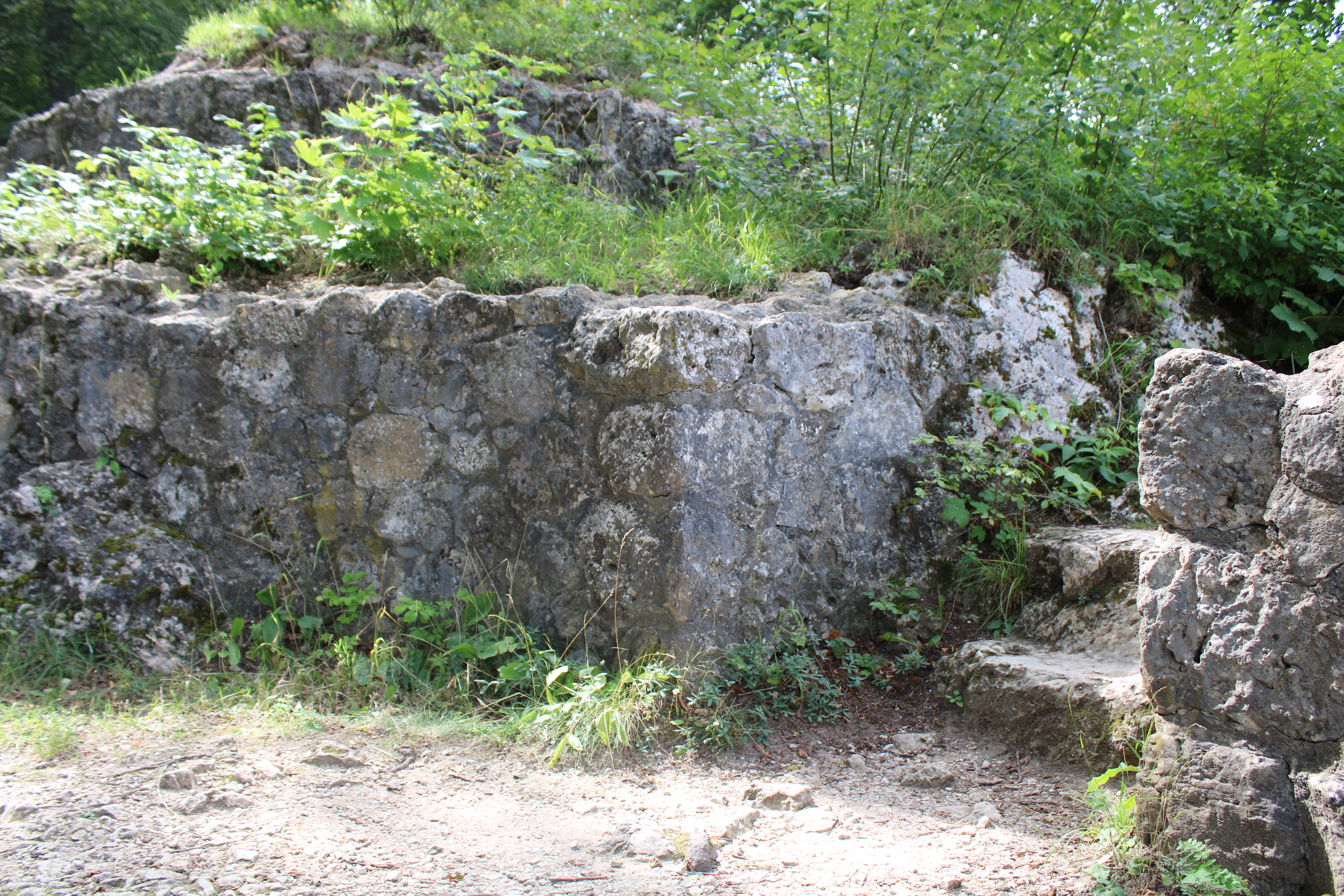
Reste des Burgfriedes
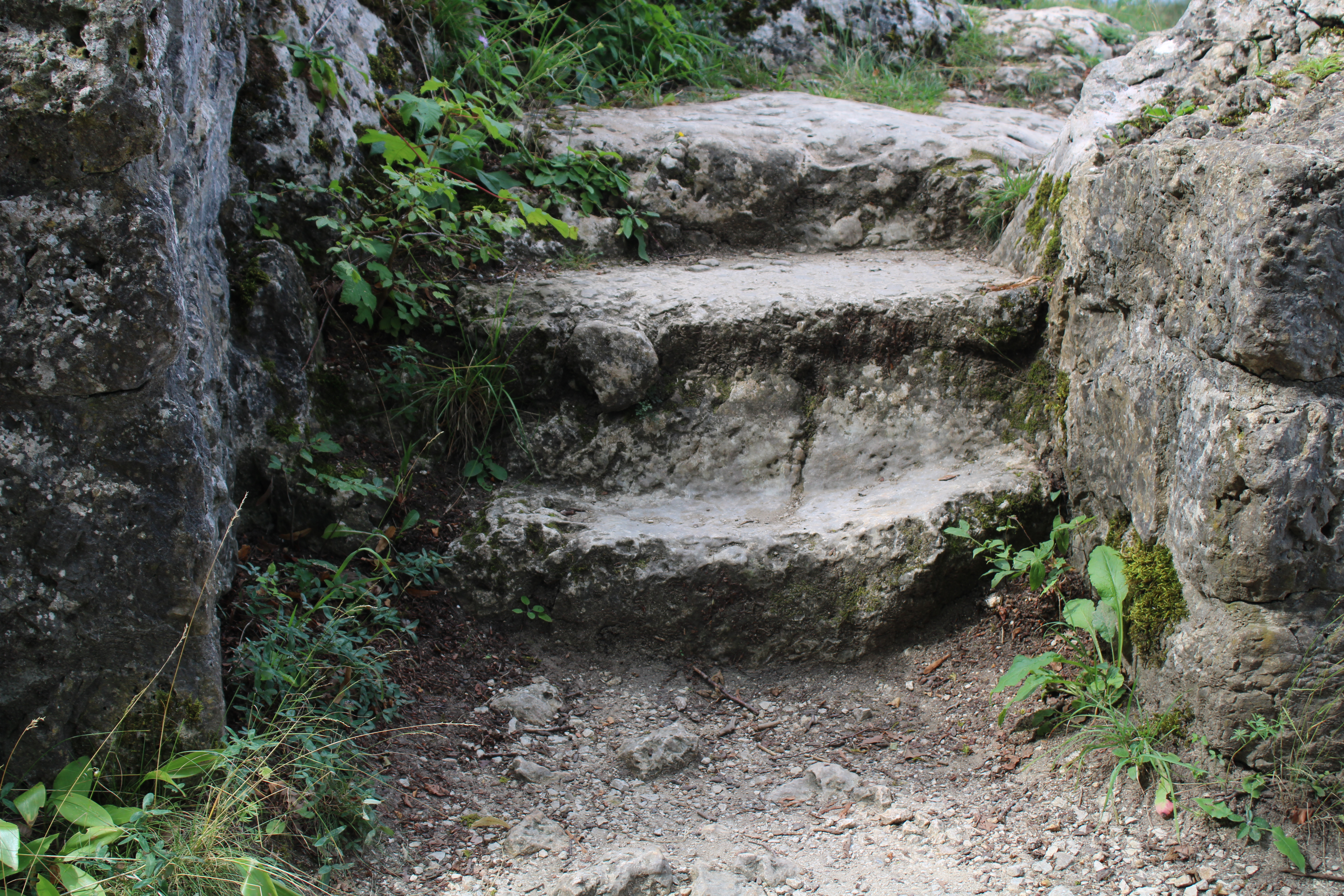
Treppe zur Terrasse